# Prova femenina de pistola d'aire 10m als JJOO París 2024
La prova femenina de pistola d'aire 10 metres als Jocs Olímpics de París 2024 serà la 10a edició de l'esdeveniment femení en unes Olimpíades. La prova es disputarà entre el 27 i el 28 de juliol de 2024 al Centre Nacional de Tir, a la ciutat de Chateauroux.
La tiradora russa Vitalina Batsarashkina és l'actual campiona de la disciplina olímpica després de guanyar la medalla d'or als Jocs Olímpics de Tòquio de 2020, per davant de la búlgara Antoaneta Kostadinova i de la xinesa Jiang Ranxin.
L'equip de la Xina està al capdavant del medaller històric de la prova amb 4 medalles d'or i 1 de bronze. La tiradora xinesa Guo Wenjun ha estat la única tiradora que ha aconseguit guanyar dues medalles d'or a la prova, mentre que l'esportista sèrbia Jasna Sekaric, és qui més medalles ha aconseguit a la prova de pistola d'aire de 10m amb un or i 3 plates.

## Format
Les tiradores classificades s'han reduït de 59 que hi va haver a Tòquio, fins als 29, que hi haurà en aquesta edició.
La competició començarà amb la fase eliminatòria, on participaran les 29 tiradores classificades. Totes elles, dispararan 60 trets per classificar-se i les 8 amb millor puntuació, passaran a la final. La final, consistirà en dues fases: l'eliminació i el partit de medalla (Medal Match). Les 8 atletes finalistes començaran de 0 i dispararan 3 sèries de 5 trets cadascuna, amb puntuació decimal. Després d'aquests primers 15 trets, es decidiran les posicions 7 i 8. Després d'una nova sèrie de 5 trets, es decidiran les posicions 5 i 6. Amb els següents 5 trets, es decidiran la 4a posició i la medalla de bronze. Les dues últimes tiradores passaran a la final on començaran des de zero i han de disparar un sol tret. Cada encert, seran 2 punts (si empaten, és 1 punt per jugadora). Guanyarà la medalla d'or qui arribi primer als 16 punts.

## Classificació
França, com a país amfitrío ja té assignada una plaça a la prova. Les 4 places següents es van assignar en el Campionat del Món de Rifle i Pistola de 2022. A partir d'aquí, les places s'assignaran en diferents tornejos i proves a nivell continental o mundial, que es disputaran entre el novembre de 2023 i el 9 de juny de 2024. Finalment entre les tiradores que encara no estiguin classificades, s'assignarà una plaça segons el rànquing mundial olímpic ISSF i dues més segons el criteri de places universals, per garantir la diversitat geogràfica de les participants. Cal tenir en compte que cada país, podrà tenir com a màxim dues competidores a la prova.
| Esdeveniment                         | Data                         | Seu              | Places | País          | Atleta               |
| ------------------------------------ | ---------------------------- | ---------------- | ------ | ------------- | -------------------- |
| Campionat del Món de Rifle & Pistola | 12 - 25 octubre 2022         | Caire            | 4      | Xina          | Lu Kaiman            |
| Campionat del Món de Rifle & Pistola | 12 - 25 octubre 2022         | Caire            | 4      | Grècia        | Anna Korakaki        |
| Campionat del Món de Rifle & Pistola | 12 - 25 octubre 2022         | Caire            | 4      | Sèrbia        | Zorana Arunovic      |
| Campionat del Món de Rifle & Pistola | 12 - 25 octubre 2022         | Caire            | 4      | Armènia       | Elmira Karapetyan    |
| Campionat de les Amèriques           | 6 - 13 novembre 2022         | Lima             | 1      | Estats Units  | Suman Kaur Sanghera  |
| Campionat d'Europa 10m               | 5 - 13 març 2023             | Tallinn          | 2      | França        | Camille Jedrzejewski |
| Campionat d'Europa 10m               | 5 - 13 març 2023             | Tallinn          | 2      | Grècia        | Christina Moschi     |
| Jocs Europeus                        | 21 juny - 2 juliol 2023      | Cracòvia         | 1      | Polònia       | Klaudia Bres         |
| Campionat del Món de Tir             | 14 - 31 agost 2023           | Bakú             | 4      | Xina          | Jiang Ranxin         |
| Campionat del Món de Tir             | 14 - 31 agost 2023           | Bakú             | 4      | Hongria       | Sara Rahel Fabian    |
| Campionat del Món de Tir             | 14 - 31 agost 2023           | Bakú             | 4      | Vietnam       | Trinh Thu Vinh       |
| Campionat del Món de Tir             | 14 - 31 agost 2023           | Bakú             | 4      | Corea del Sud | Kim Bo-mi            |
| Campionat d'Àfrica de Tir            | 1 - 10 octubre 2023          | Caire            | 2      | Egipte        | Hala El-Gohari       |
| Campionat d'Àfrica de Tir            | 1 - 10 octubre 2023          | Caire            | 2      | Tunísia       | Olfa Charni          |
| Jocs Panamericans                    | 20 octubre - 5 novembre 2023 | Santiago de Xile | 1      | Mèxic         | Alejandra Zavala     |
| Campionat d'Àsia de Tir              | 22 octubre - 2 novembre 2023 | Changwon         | 2      | Corea del Sud | Oh Ye Jin            |
| Campionat d'Àsia de Tir              | 22 octubre - 2 novembre 2023 | Changwon         | 2      | Taipei        | Liu Heng Yu          |
| Campionat d'Oceania de Tir           | 30 octubre - 6 novembre 2023 | Brisbane         | 1      | Austràlia     | Dannielle Donohue    |
| Campionat d'Àsia de Rifle & Pistola  | 5 - 18 gener 2024            | Jakarta          | 2      | Índia         | Esha Singh           |
| Campionat d'Àsia de Rifle & Pistola  | 5 - 18 gener 2024            | Jakarta          | 2      | Pakistan      | Kishmala Talat       |
| Campionat Europa 10m                 | 24 febrer - 3 març 2024      | Gyor             | 2      | Moldàvia      | Anna Dulce           |
| Campionat Europa 10m                 | 24 febrer - 3 març 2024      | Gyor             | 2      | Turquia       | Simal Yilmaz         |
| Campionat de les Amèriques           | 31 març - 7 abril 2024       | Buenos Aires     | 1      |               |                      |
| Campionat de classificació           | 11 - 19 abril 2024           | Rio de Janeiro   | 2      |               |                      |
| Campionat de classificació           | 11 - 19 abril 2024           | Rio de Janeiro   | 2      |               |                      |
| Rànquing mundial olímpic             | 9 juny 2024                  | -                | 1      |               |                      |
| Places universals                    | -                            | -                | 2      |               |                      |
| Places universals                    | -                            | -                | 2      |               |                      |

## Medaller històric
| Posició | País                  | Or | Argent | Bronze | Total |
| ------- | --------------------- | -- | ------ | ------ | ----- |
| 1       | Xina                  | 4  | 0      | 1      | 5     |
| 2       | Rússia                | 2  | 3      | 0      | 5     |
| 3       | Iugoslàvia            | 1  | 1      | 0      | 2     |
| 4       | Ucraïna               | 1  | 0      | 1      | 2     |
| 5       | Equip unificat        | 1  | 0      | 0      | 1     |
| 6       | Bulgària              | 0  | 1      | 3      | 4     |
| 7       | Unió Soviètica        | 0  | 1      | 1      | 2     |
| 8       | França                | 0  | 1      | 0      | 1     |
| 8       | Sèrbia i Montenegro   | 0  | 1      | 0      | 1     |
| 8       | Participants Olímpics | 0  | 1      | 0      | 1     |
| 11      | Grècia                | 0  | 0      | 1      | 1     |
| 11      | Geòrgia               | 0  | 0      | 1      | 1     |
| 11      | Austràlia             | 0  | 0      | 1      | 1     |